# Tangara fucosa
Tangara fucosa là một loài chim trong họ Thraupidae.